# 入江長八

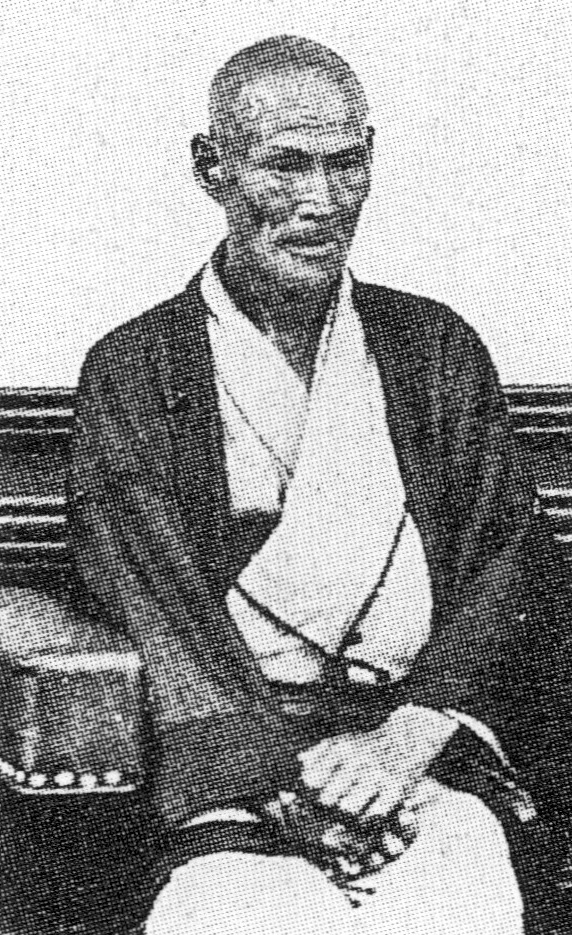
入江長八

入江 長八（いりえ ちょうはち、文化12年8月5日（1815年9月7日） - 明治22年（1889年）10月8日）は、江戸時代末期から明治時代にかけて活躍した名工（左官職人）、工芸家。なまこ壁、鏝絵といった漆喰細工を得意とした。代表作は、旧岩科（いわしな）学校校舎の二階和室の「鶴の間」にある「千羽鶴図」（重要文化財）。

## 経歴

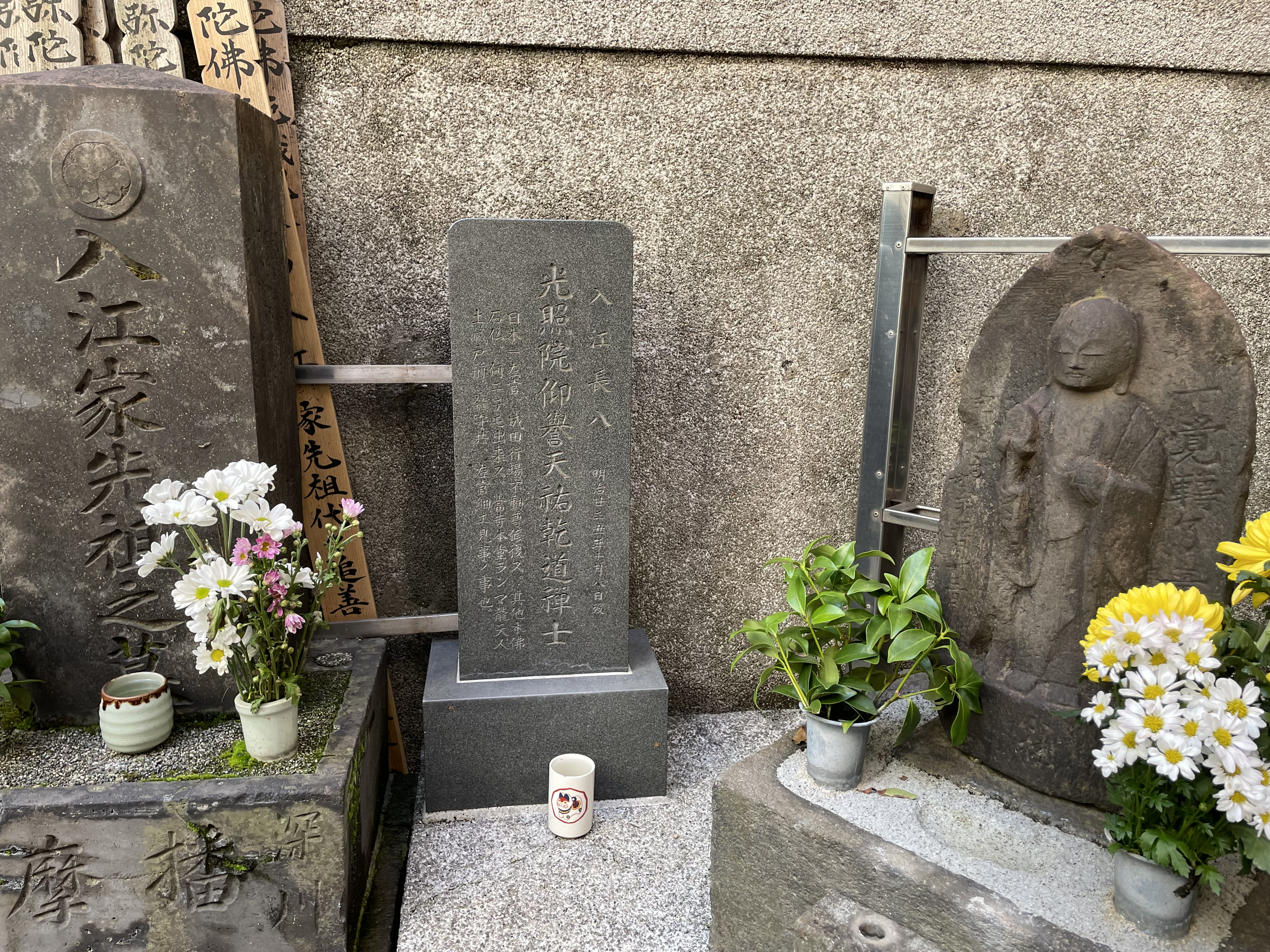
正定寺にある入江長八の墓

文化12年（1815年）、伊豆国松崎村明地（現在の静岡県賀茂郡松崎町）に貧しい農家の長男として生まれた。6歳で菩提寺の浄感寺塾に学ぶ。11歳のとき同村の左官棟梁、関仁助のもとに弟子入りする。その当時から手先の器用さで知られた。
天保4年（1833年）江戸へ出る。御用絵師である谷文晁の高弟狩野派の喜多武清（きたぶせい）から絵を学ぶ一方で、彫刻も学んだ。絵画や彫刻技法を漆喰細工に応用し、従来は建物の外観を装飾する目的で漆喰壁に鏝（こて）で模様を描いていたものを、絵具で彩色して室内観賞用の芸術品に昇華させた。一方で、天保11年（1840年）には旅芸人の一座に加わっていた。
天保12年（1841年）、江戸日本橋茅場町にあった薬師堂の御拝柱の左右に『昇り竜』と『下り竜』を造り上げて、名工として名を馳せた。弘化2年（1845年）、31歳の時に弟子2人を連れて生まれ故郷の浄感寺の再建に関わり、鏝絵を作成している。天井に描いた『八方にらみの竜』は傑作とされる。（2007年現在、浄感寺の本堂は長八記念館となっている）
入江は江戸に戻り、東京都台東区の浅草寺観音堂、目黒区の祐天寺などを含む多くの場所で傑作を作り上げたと言われている。明治10年（1877年）に第1回内国勧業博覧会に出品。晩年、明治13年（1880年）にも65歳で故郷を訪れ、岩科町役場や岩科学校などで制作作業を行っている。
明治22年（1889年）10月8日、深川八名川町（現江東区深川）の自宅で死去。享年75歳。墓は故郷の浄感寺と浅草正定寺の2箇所に設けられている。
山光荘をモデルにしたつげ義春の漫画『長八の宿』によって、知名度があがった。

## 現存する作品
鑑賞に拡大鏡が必要であるほど緻密な細工をこらした作品が多い。入江の生活拠点が江戸であったため、作品は東京地区に集中しており、大半が震災や戦災で焼失してしまっている。現存する約45点は、東京都港区高輪の泉岳寺、品川区東品川の寄木神社、足立区の橋戸稲荷、千葉県の成田山新勝寺、静岡県沼津市戸田の松城家住宅などに残っている。
故郷の静岡県松崎町には37点の作品が、1986年に開館した「伊豆の長八美術館」に約50点が展示されている。また重要文化財の岩科学校や、春城院、三島市の龍沢寺など故郷周辺に点在している。

## 関連書籍
- 『土の絵師 伊豆長八の世界』 村山道宣編、木蓮社、2002年。ISBN 978-4434018459
- 日比野秀男ほか 『漆喰鏝絵 天下の名工 伊豆の長八・駿府の鶴堂』 静岡県文化財団〈しずおかの文化新書〉、2012年。ISBN 978-4905300106
- 『伊豆の長八：幕末・明治の空前絶後の鏝絵師』 日比野秀男監修、伊豆の長八生誕200年祭実行委員会編、平凡社、2015年。ISBN 978-4582544541